# Fernando Navarro Morán
Fernando Navarro Morán (Ciudad de México, México; 18 de abril de 1989) es un exfutbolista mexicano que se desempeñaba como mediocampista y su último equipo fue el Atlante de la Liga de Expansión MX.
El 30 de octubre de 2022, Navarro se convirtió en el primer futbolista en la historia de la Primera División de México en perder tres finales de manera consecutiva, todas con diferente equipo: Club León (Apertura 2021, perdió ante Atlas), Pachuca (Clausura 2022, ante Atlas) y Toluca (Apertura 2022, ante Pachuca). 
El 22 de diciembre de 2024 anunció el final de su carrera como futbolista profesional. 

## Trayectoria
En su infancia fue a una escuela de fútbol en la Ciudad de México llamada FEMAC, después Fernando pasó por un equipo del CECAP y Pumitas, después en su adolescencia se consolidó con el Atlante Tecamachalco de la Segunda División de México. 

### Atlante
José Guadalupe Cruz le otorgó la oportunidad de debutar en la Primera División de México con los Potros de Hierro del Atlante el 1 de marzo de 2008, enfrentando a San Luis FC en el Estadio Alfonso Lastras Ramírez, en partido correspondiente a la Jornada 8 del Clausura 2008; Navarro ingresó al terreno de juego al minuto 32 por José María Cárdenas y el conjunto potosino ganó 2-0. 
Con el Atlante ganó la Liga de Campeones de la CONCACAF 2008-09, misma que dio el boleto para disputar la Copa Mundial de Clubes de la FIFA 2009, certamen que se celebró en Emiratos Árabes Unidos.  

### Tigres
En junio de 2011, se oficializó su llegada a los Tigres de la UANL de cara al Apertura 2011. 

### Pachuca
El 27 de noviembre de 2012, el Club de Fútbol Pachuca, anunció la incorporación de Navarro al cuadro hidalguense dirigido por Gabriel Caballero. 

### León
El 31 de mayo de 2013, se dio a conocer su llegada al Club León. 
Su primer partido oficial con los Panzas Verdes fue ante el Atlante, el 20 de julio de 2013 en la Jornada 1 del Apertura 2013 y el Club León ganó 1-0. 
El 15 de diciembre de 2013, conquistó su segundo título de Liga (fue Campeón con Tigres en el Apertura 2011) y el sexto campeonato de Liga MX en la historia del Club León (no eran campeones desde la Temporada 1991-1992), luego de vencer por marcador global de 5-1 al Club América (Estadio León 2-0 y Estadio Azteca 1-3). 

### Pachuca (Segunda etapa)
En el Clausura 2022, Navarro tuvo una segunda estadía con los Tuzos del Pachuca. 

### Últimos clubes y retiro
Luego de permanecer con los Tuzos un semestre, llegó al Toluca a petición expresa de Ignacio Ambriz, quien lo había dirigido en el León. 
El Clausura 2024 jugó en el Club Puebla.
Su último torneo como profesional la vivió con el Atlante en la Liga de Ascenso de México.

## Clubes
| Club                 | País          | Año       |
| -------------------- | ------------- | --------- |
| Atlante              | México        | 2008-2011 |
| Atlante UTN (Cárnet) | Apertura 2008 |           |
| Tigres de la UANL    | 2011-2012     |           |
| Pachuca              | Clausura 2013 |           |
| Club León            | 2013-2021     |           |
| Pachuca              | Clausura 2022 |           |
| Toluca               | 2022-2023     |           |
| Club Puebla          | Clausura 2024 |           |
| Atlante              | Apertura 2024 |           |

### Estadísticas
| Atlante · México                    | 1.ª           | 2008          | 6   | 0  | -  | - | -  | - | 6   | 0  |
| Atlante · México                    | 1.ª           | 2008-09       | 15  | 0  | -  | - | 10 | 2 | 25  | 2  |
| Atlante · México                    | 1.ª           | 2009-10       | 29  | 0  | -  | - | 3  | 0 | 32  | 0  |
| Atlante · México                    | 1.ª           | 2010-11       | 34  | 2  | -  | - | -  | - | 34  | 2  |
| Atlante · México                    | Total club    | Total club    | 84  | 2  | 0  | 0 | 13 | 2 | 97  | 4  |
| Atlante UTN · México                | 2.ª           | 2008          | 7   | 1  | -  | - | -  | - | 7   | 1  |
| Atlante UTN · México                | Total club    | Total club    | 7   | 1  | -  | - | -  | - | 7   | 1  |
| Tigres de la UANL · México          | 1.ª           | 2011-12       | 8   | 0  | -  | - | 2  | 0 | 10  | 0  |
| Tigres de la UANL · México          | 1.ª           | 2012          | 4   | 0  | -  | - | 2  | 1 | 6   | 1  |
| Tigres de la UANL · México          | Total club    | Total club    | 12  | 0  | 0  | 0 | 4  | 1 | 16  | 1  |
| Pachuca · México                    | 1.ª           | 2013          | 2   | 0  | 5  | 1 | -  | - | 7   | 1  |
| Pachuca · México                    | Total club    | Total club    | 2   | 0  | 5  | 1 | 0  | 0 | 7   | 1  |
| Club León · México                  | 1.ª           | 2013-14       | 16  | 0  | 4  | 0 | 3  | 0 | 23  | 0  |
| Club León · México                  | 1.ª           | 2014-15       | 16  | 2  | -  | - | 4  | 0 | 20  | 2  |
| Club León · México                  | 1.ª           | 2015-16       | 32  | 2  | 5  | 0 | -  | - | 37  | 2  |
| Club León · México                  | 1.ª           | 2016-17       | 32  | 3  | 6  | 1 | -  | - | 38  | 4  |
| Club León · México                  | 1.ª           | 2017-18       | 28  | 1  | 3  | 0 | -  | - | 31  | 1  |
| Club León · México                  | 1.ª           | 2018-19       | 36  | 2  | 2  | 0 | -  | - | 38  | 2  |
| Club León · México                  | 1.ª           | 2019-20       | 27  | 2  | 0  | 0 | 1  | 0 | 28  | 2  |
| Club León · México                  | 1.ª           | 2020-21       | 31  | 5  | -  | - | 2  | 2 | 33  | 7  |
| Club León · México                  | 1.ª           | 2021          | 6   | 0  | -  | - | -  | - | 6   | 0  |
| Club León · México                  | Total club    | Total club    | 224 | 17 | 20 | 1 | 10 | 0 | 254 | 20 |
| Pachuca · México                    | 1.ª           | 2022          | 18  | 0  | -  | - | -  | - | 18  | 0  |
| Pachuca · México                    | Total club    | Total club    | 18  | 0  | 0  | 0 | 0  | 0 | 18  | 0  |
| Toluca · México                     | 1.ª           | 2022-23       | 41  | 2  | -  | - | -  | - | 41  | 2  |
| Toluca · México                     | 1.ª           | 2023          | 4   | 0  | -  | - | 1  | 0 | 5   | 0  |
| Toluca · México                     | Total club    | Total club    | 45  | 2  | 0  | 0 | 1  | 0 | 46  | 2  |
| Club Puebla · México                | 1.ª           | 2024          | 14  | 1  | -  | - | -  | - | 14  | 1  |
| Club Puebla · México                | Total club    | Total club    | 14  | 1  | 0  | 0 | 0  | 0 | 14  | 1  |
| Atlante · México                    | 2.ª           | 2024          | 15  | 0  | -  | - | -  | - | 15  | 0  |
| Atlante · México                    | Total club    | Total club    | 15  | 0  | 0  | 0 | 0  | 0 | 15  | 0  |
| Total carrera                       | Total carrera | Total carrera | 421 | 23 | 25 | 2 | 28 | 3 | 474 | 30 |
| (1)Incluye datos de la Copa México. |               |               |     |    |    |   |    |   |     |    |

## Selección nacional

### Absoluta
|                    | PJ | Minutos | Goles | Asistencias | Periodo |
| ------------------ | -- | ------- | ----- | ----------- | ------- |
| Selección mexicana | 3  | 161     | 1     | 0           | 2019    |

#### Partidos
| Fecha                   | Rival          | Estadio                            | Resultado | Competencia                     |
| ----------------------- | -------------- | ---------------------------------- | --------- | ------------------------------- |
| 5 de junio de 2019      | Venezuela      | Mercedes-Benz Stadium, Atlanta     | 3-1       | Amistoso                        |
| 23 de junio de 2019     | Martinica      | Bank of America Stadium, Charlotte | 2-3       | Copa de Oro de la Concacaf 2019 |
| 6 de septiembre de 2019 | Estados Unidos | MetLife Stadium, East Rutherford   | 0-3       | Amistoso                        |

#### Gol
| Fecha               | Rival     | Gol | Resultado | Competencia                     |
| ------------------- | --------- | --- | --------- | ------------------------------- |
| 5 de junio del 2011 | Martinica |     | 2-3       | Copa de Oro de la Concacaf 2019 |

## Palmarés

### Campeonatos nacionales
| Categoría                  | Título        | Club              | País   |
| -------------------------- | ------------- | ----------------- | ------ |
| Primera División de México | Apertura 2011 | Tigres de la UANL | México |
| Primera División de México | Apertura 2013 | Club León         | México |
| Primera División de México | Clausura 2014 | Club León         | México |
| Primera División de México | Apertura 2020 | Club León         | México |

### Campeonatos internacionales
| Título                                   | Club                | Sede           | Año  |
| ---------------------------------------- | ------------------- | -------------- | ---- |
| Liga de Campeones de la CONCACAF 2008-09 | Atlante             | México         | 2009 |
| Copa Oro de la Concacaf 2019             | Selección de México | Estados Unidos | 2019 |
| Leagues Cup 2021                         | Club León           | Estados Unidos | 2021 |